# Hitler et sa clique
Pour plus de détails, voir Fiche technique et Distribution.
Hitler et sa clique (The Hitler Gang) est un film américain de 1944 réalisé par John Farrow. Cette docufiction retrace l'ascension d'Adolf Hitler.

## Présentation
Défini comme un documentaire de propagande antinazie par la société de production Paramount Pictures, ce drame historique s'appuie sur des faits documentés et constitue la première tentative de film biographique sur Hitler.
Le directeur de la production, Buddy De Sylva, eut l'idée de The Hitler Gang après avoir vu le film de propagande nazie intitulé Le Président Krüger (1941).
Le rôle d'Hitler est joué par Bobby Watson. Celui-ci interpréta ce personnage à neuf reprises et fut l'acteur qui incarna le plus souvent le dictateur nazi à l'écran.
La production fit le choix de ne pas confier les rôles principaux à des stars hollywoodiennes et de privilégier la ressemblance physique d'acteurs moins connus pour interpréter les dignitaires du Parti nazi.
Le film fut distribué dans les salles françaises en octobre 1946.

## Synopsis
En 1918, un jeune soldat nommé Adolf Hitler, gazé au cours de la Première Guerre mondiale, rejoint des groupuscules nationalistes allemands et défend la thèse du « coup de poignard dans le dos » (la Dolchstoßlegende) pour expliquer la défaite de l'Allemagne. Il devient peu à peu le dictateur de l'Allemagne nazie.

## Distribution

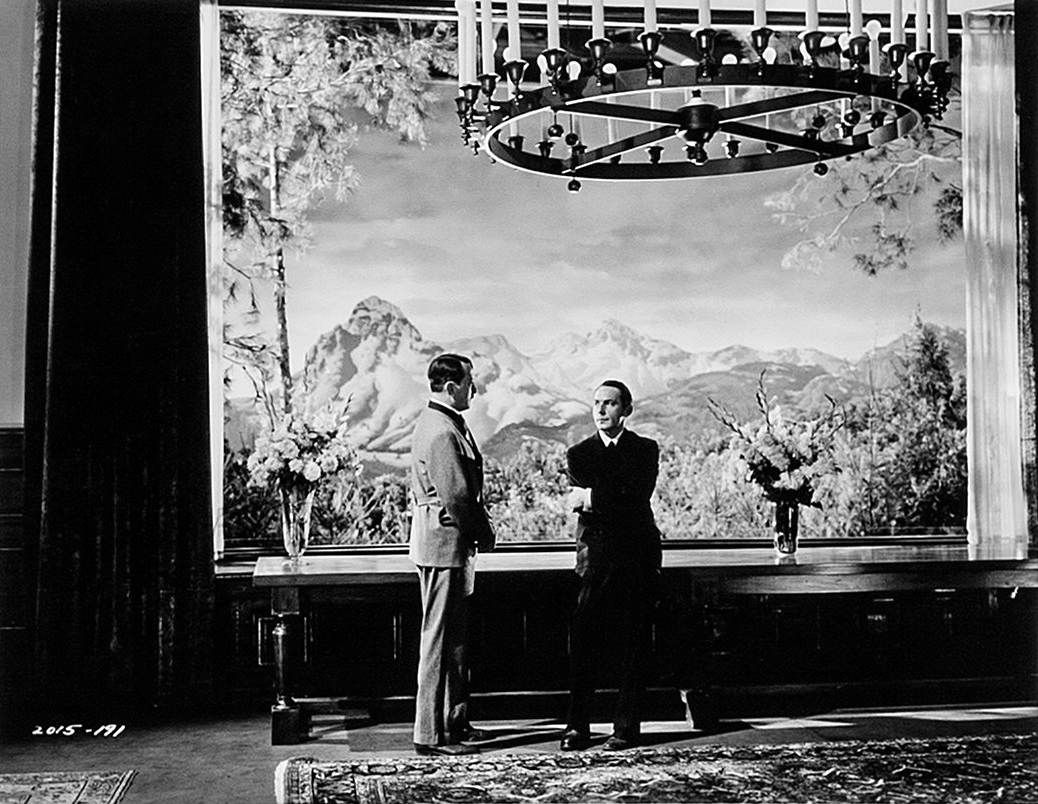
Bobby Watson (Adolf Hitler)
et Martin Kosleck (Joseph Goebbels).

Walter Abel et Albert Dekker sont les narrateurs.
- Bobby Watson : Adolf Hitler
- Roman Bohnen : Ernst Röhm
- Martin Kosleck : Joseph Goebbels
- Victor Varconi : Rudolf Hess
- Luis Van Rooten : Heinrich Himmler
- Alexander Pope : Hermann Göring
- Ivan Triesault : Martin Niemöller
- Poldi Dur : Geli Raubal
- Helene Thimig : Angela Raubal
- Reinhold Schünzel : Erich Ludendorff
- Sig Ruman : Paul von Hindenburg
- Alexander Granach : Julius Streicher
- Fritz Kortner : Gregor Strasser
- Tonio Selwart : Alfred Rosenberg
- Richard Ryen : Adolf Wagner
- Ray Collins : Michael von Faulhaber
- Ludwig Donath : Gustav von Kahr
- Ernő Verebes : Anton Drexler
- Walter Kingsford : Franz von Papen
- Fred Nurney : Franz von Epp
- Arthur Loft : Walther von Reichenau
- Lionel Royce : Fritz Thyssen